# Didi Gonduri
Didi Gonduri (en georgiano: დიდი გონდრიო; en armenio: Մեծ Գոնդուրա, romanizado: Mets Gondura) es un pueblo de Georgia ubicado en el este de la región de Mesjetia-Yavajetia, siendo parte del municipio de Ninotsminda.  

## Geografía
Didi Gonduri está en la meseta de Ajalkalaki, a orillas del río Paravani, a 16 km de Ninotsminda.

## Demografía
La evolución demográfica de Didi Gonduri entre 2002 y 2014 fue la siguiente:
| 469                                             | 1327 | 990 |
| (Fuente: Population of Georgia in Soviet times) |      |     |

Según los datos del censo de 2014, los armenios son el 99,7 % de la población local.

## Infraestructura

### Arquitectura, monumentos y lugares de interés
En el pueblo hay una iglesia armenia que lleva el nombre de la Madre de Dios, construida en 1867.

### Educación
En el pueblo de Didi Gonduri hay una escuela.